# 1990 en Grèce
Chronologie de la Grèce
- 1986
- 1987
- 1988
- 1989
- 1990
- 1991
- 1992
- 1993
- 1994

Cette page concerne les évènements survenus en 1990 en Grèce  :

## Évènements
- 29 janvier : Événements de Komotiní : des affrontements éclatent après le meurtre d'un Grec par un musulman, alors qu'il n'y a pas eu de victime turque).
- 8 avril : Élections législatives
- 11 avril : Gouvernement Konstantínos Mitsotákis
- 5 novembre : Élections législatives
- Classement de Délos et des monastères de Daphni, Hosios Loukas et Nea Moni de Chios au patrimoine mondial de l'Unesco.

## Cinéma - Sortie de film
- 1er-5 octobre : Festival du cinéma grec
- Niké de Samothrace
- Singapore Sling

## Sport
- Championnats d'Europe de gymnastique artistique féminine au Pirée.
- 7 septembre : Finale du Grand Prix IAAF (athlétisme).
- 10-16 septembre :  Tournoi de tennis d'Athènes
- Coupe de Grèce de football (1989-1990) (en)
- Coupe de Grèce de football (1990-1991) (en)
- Championnat de Grèce de football 1989-1990
- Championnat de Grèce de football 1990-1991
- Création de club : A.O. Katastari F.C. (en), Association des clubs de football d'Evrytania (en), A.O. Katastari F.C. (en), A.E. Lefkimmi F.C. (en) (football), Aiolos Astakou B.C. (en) (basket), Athina 90 (en) (futsal)
- Fin de la coupe de la Ligue grecque de football

## Création
- Musée de folklore de Katerini (en)
- Musée Marika Kotopouli (en)
- Parti des chasseurs grecs (en)
- Profile Systems and Software (en), entreprise de technologie de l'information.
- Projet archéologique régional de Pylos (en)
- Stade national de Vyronas (en)
- Université Harokopio (en)

### Médias
- 902 TV (en), télévision.
- Achagiotika Nea (en), journal.
- Action 24 (en), télévision.
- Alter Channel (en), télévision.
- Asti Radio Television (en), télévision.
- Open TV (en), télévision.
- Tempo TV (en), télévision.

## Naissance
- Geórgios Boúglas, cycliste.
- Evangelía Chantáva, volleyeuse.
- Ioánnis Fetfatzídis, footballeur.
- Katerína Gióta, volleyeuse.
- Geórgios Karátzios, cycliste.
- Panayiótis Magdanís, rameur.
- Kóstas Papanikoláou, basketteur.
- Elefthérios Petroúnias, gymnaste.
- Konstantínos Sloúkas, basketteur.
- Ekateríni Stefanídi, athlète (saut à la perche).
- Likoúrgos-Stéfanos Tsákonas, athlète (400 mètres)
- Mariánna Zaharíadi, athlète (saut à la perche).

## Décès
- Evángelos Avéroff, avocat, député, ministre et amateur d'art.
- Georges Costakis, collectionneur.
- Tákis Kanellópoulos, réalisateur, écrivain et poète.
- Aléxis Minotís, acteur et metteur en scène.
- Voúla Papaïoánnou, photographe.
- Yánnis Rítsos, poète.
- Yánnis Spyrópoulos, peintre.